# 発生保険金
発生保険金（はっせいほけんきん）とは、当期会計期間に「発生した」保険事故にかかる保険金のことをいう。保険金の支払は、保険事故の報告、支払の査定を経て行われるため、保険金が実際に支払われるのは、保険事故の発生した時点よりも遅れるのが一般的である。一方で、会計上の期間損益は、発生ベースで認識されるべきである。このため、支払ベースの保険金から発生ベースの保険金に修正するため、支払備金勘定が用いられる。
- 発生保険金＝当期発生事故にかかる当期支払保険金＋当期発生事故にかかる当期末支払備金

## 会計数字
会計上は、次の計算式により求める。
- 発生保険金＝当期支払保険金＋当期末支払備金－前期末支払備金